# Черемшанка (Абатский район)
Черемша́нка — деревня в Абатском районе Тюменской области России. Входит в состав Назаровского сельского поселения.

## География
Деревня находится в юго-восточной части Тюменской области, в лесостепной зоне, в пределах Ишимской равнины, на левом берегу реки Черемшанка, к востоку от реки Ишим, на расстоянии примерно 35 километров (по прямой) к северо-востоку от села Абатское, административного центра района. Абсолютная высота — 117 метров над уровнем моря.
Часовой пояс
Черемшанка, как и вся Тюменская область, находится в часовой зоне МСК+2. Смещение применяемого времени относительно UTC составляет +5:00.

## История
В 1926 году в деревне Крутая имелось 72 хозяйства и проживало 395 человек (183 мужчины и 212 женщин). Функционировала школа I ступени. В административном отношении являлась центром Черемшанского сельсовета Абатского района Ишимского округа Уральской области.

## Население
| 1989 | 2002 | 2010 |
| ---- | ---- | ---- |
| 130  | ↘97  | ↘75  |

Гендерный состав
По данным Всероссийской переписи населения 2010 года, в гендерной структуре населения мужчины составляли 45,3 %, женщины — соответственно 54,7 %.
Национальный состав
Согласно результатам переписи 2002 года, в национальной структуре населения русские составляли 96 % из 97 чел.

## Улицы
Уличная сеть села состоит из двух улиц (ул. Победы и ул. Труда).

## Инфраструктура
В деревне функционируют сельский клуб и фельдшерско-акушерский пункт.